# Orvinfjella
Die Orvinfjella ist eine Gebirgsgruppe in der Antarktis, die im von Norwegen beanspruchten Dronning Maud Land liegt. Im Januar 1939 wurde die Gebirgsgruppe bei Flügen der Deutschen Antarktischen Expedition 1938/39 entdeckt und auf Luftbildern dokumentiert, jedoch wurden nur einzelne Teile des Gebirges von der deutschen Expedition benannt. Im Rahmen der norwegischen Antarktisexpedition 1956–1960 wurde das Gebiet im Maßstab 1:250.000 kartografiert und nach dem Geologen Anders Kristian Orvin (1889–1980, Leiter des Norsk Polarinstitutt von 1957 bis 1960) benannt.

## Geographie und Geologie
Die Gebirgsgruppe umfasst eine Gruppe Nord-Süd ausgerichteter, etwa 15 bis 35 Kilometer langer Gebirgszüge, die ungefähr 150 Kilometer im Landesinneren der Antarktis aus dem Inlandeis herausragen. Es sind dies von Westen nach Osten:
- die Filchnerberge
- die Drygalskiberge
- die Holtedahlfjella
- das Kurzegebirge
- das Conradgebirge
- die Dallmannberge

Die Gebirgsgruppe wird durch breite Gletscher von den benachbarten Gebirgsgruppen getrennt. Im Westen bildet das Djupedalen bei 7°östlicher Länge die Grenze zwischen den Filchnerbergen und dem Mühlig-Hofmann-Gebirge, der Gletscher Somoveken bei etwa 11° Ost trennt die Orvinfjella vom Wohlthatmassiv. Die einzelnen Gebirge werden von kleineren Gletschern voneinander getrennt, die sich auf dem als Hellehallet bezeichneten vergletscherten Vorland zwischen Gebirge und Küste vereinigen.
Die ältesten Gesteine sind hochgradig metamorphe, mehrfach gefaltete Gneise und Amphibolite, deren Ausgangsgesteine Vulkanite und Plutonite eines Inselbogens mit mesoproterozoischem Alter sind. An der Wende Mesoproterozoikum/Neoproterozoikum wurden diese Gesteine bei der Kollision des Inselbogens mit dem Grunehogna-Kraton erstmals deformiert und metamorph überprägt. Dabei drangen Schmelzen mit granitischer und tonalitischer Zusammensetzung ein, die in Form dünner Gänge erstarrten. Eine weitere Deformation durchliefen die Gesteine bei der Kollision von West- und Ost-Gondwana vor ca. 540 mya, wobei der heute Ost-West orientierte Faltenbau entstand. In den nördlichen Teilen der Drygalskiberge, der Holtedahlfjella und des Conradgebirges sind unmittelbar nach der Gebirgsbildung auf mehreren Quadratkilometern Syenit- und Alkaligranit-Plutone eingedrungen und erstarrt. Seit dem Ordovizium unterliegt das Gebirge der Abtragung. In diesem Zeitraum kam es im Perm und seit dem Beginn der jetzigen Kaltzeit zu einer weitgehenden Vergletscherung.